# مؤسسة مراقبة الإنترنت وويكيبيديا

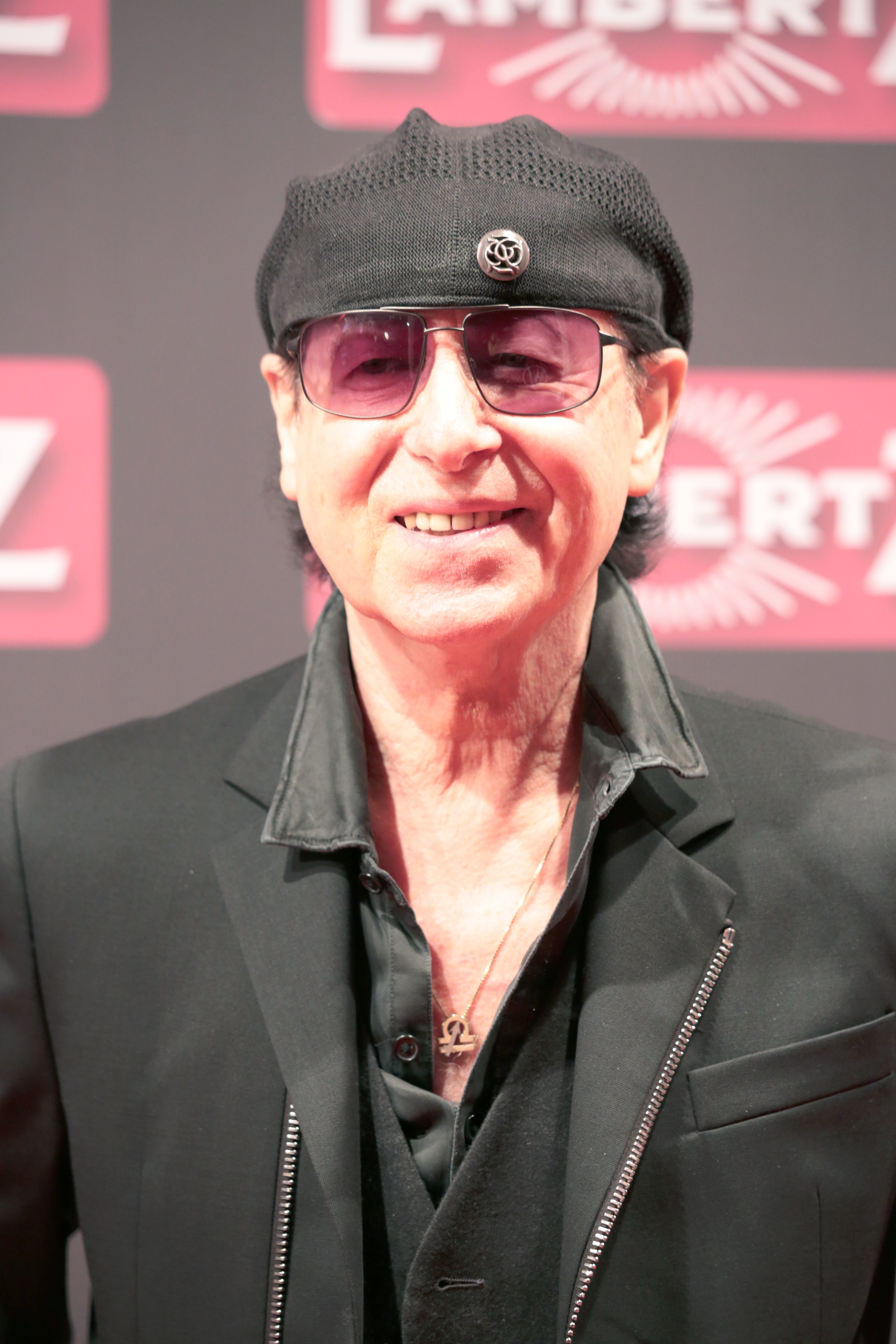
كلاوس ماين في لامبرتز ليلة الاثنين 2018.

في 5 ديسمبر 2008، وضعت مؤسسة مراقبة الإنترنت — منظمة لحماية المواطنين في المملكة المتحدة — مقالة من ويكيبيديا الإنجليزية عن ألبوم العذراء القاتلة (بالإنجليزية: Virgin Killer)‏ لـفرقة سكوربينز في القائمة السوداء بسبب وجود صورة فتاة شابة شبه عارية في المقالة، وقد أثارت هذه الأخيرة جدلا كبيرا في ويكيبيديا قبل أن ينتشر الجدل خارج مجتمع ويكيبيديا بعد التدخل المباشر للمؤسسة التي اعتبرت الصورة مسيئة واحتمالية أن يكون «المحتوى مخالف للقانون» وذلك بموجب القانون البريطاني الذي يحظر حيازة أو إنشاء صور غير لائقة يستطيع الأطفال الوصول إليها.
يتم ملئ القائمة السوداء للمؤسسة من خلال عمل فلترة لمواقع الويب، كما يتم استعمال برامج وأنظمة في هذا الإطار من قبيل كلينفيد (بالإنجليزية: Cleanfeed)‏ الذي يفرض على مزودي خدمة الإنترنت احترام القانون البريطاني.
رابط صفحة وصف الصورة تم حظره هو الآخر؛ أو بالأحرى تم وضعه في القائمة السوداء للمؤسسة، ومع ذلك فالصورة نفسها لا تزال موجودة على خوادم ويكيبيديا على الرغم من أنها أثارت جدلا كبيرا وقت صدورها، وقد تم استبدالها في بعض الأسواق بصورة تُمثل أعضاء الفريق بدلاً من الشابة الشبه عارية. وكانت مؤسسة مراقبة الإنترنت قد وصفت الصورة بأنها «غير مشروعة وغير قانونية لأنها قد تُضر بالأطفال تحت سن الثامنة عشر.». هذا وتجدر الإشارة إلى أن سياسة ويكيبيديا لا تفرض رقابة على المحتوى حيث أن بعض القراء قد يجدون محتوى غير لائق أو مسيئ نوعا ما، كما لا يُمكن إزالة المحتوى إلا إذا كان مخالفاً للقوانين أو كان فيه انتهاك صارخ لحقوق النشر بموجب قوانين الولايات المتحدة التي توجد فيها خوادم ويكيبيديا ومؤسسة ويكيميديا بصفة عامة (تقع الخوادم بالضبط في فلوريدا). لكن وفي المقابل فويكيبيديا تقوم بإزالة المحتوى الذي ينتهك قواعد سير الأشخاص الأحياء أو تلك التي تنتهك قواعد أخرى.
بالإضافة إلى الآثار المباشرة للرقابة التي فرضتها المؤسسة على ويكيبيديا — التي ومع ذلك، يمكن التحايل عنها [بحاجة لمصدر] — كانت الصورة مُتاحة بسهولة على مجموعة من المواقع الرئيسية الأخرى بما في ذلك أمازون (تم سحب الصورة في وقت لاحق) وكانت تُباع بحرية آنذاك. ويكيبيديا فعليا كانت قد تأثرت بالرقابة والعواقب المفروضة عليها من قِبَلِ المؤسسة، خاصة عندما تم منع  كل المستخدمين المجهولين من تعديل أي صفحة في ويكيبيديا، وما زاد من تعقيد الأمور انخفاض عدد وكلاء خدمات النت المستخدمة في الوصول إلى ويكيبيديا، كون هذه الأخيرة تتبع سياسة حجب ومنع المساهمين المخربين من التعديل في الموسوعة، وبالتالي فإن أي تخريب صادر من آي بي معين تم منعه يعني مباشرة منع باقي المستخدمين الذين يستخدمون نفس الموزع في الاتصال بالإنترنت.
بعد إطلاق نداء للتعامل مع هذا المشكل وتحليله قصد الوصول إلى حل، قامت مؤسسة مراقبة الإنترنت بحذف الصفحة من القائمة السوداء وذلك بتاريخ 9 ديسمبر 2008.